# جان استاک
جان استاک (انگلیسی: John Stack; ۲۲ مارس ۱۹۲۴ – ۲۸ مهٔ ۱۹۹۷) قایقران روئینگ اهل ایالات متحده آمریکا بود.